# Provinz Melgar
Die Provinz Melgar gehört zur Verwaltungsregion Puno und liegt im Süden von Peru. Die Provinz wurde am 25. Oktober 1901 als Provincia de Ayaviri gegründet. Im Jahr 1925 wurde die Provinz in ihren heutigen Namen umbenannt. Dies geschah zu Ehren von Mariano Melgar (1790–1815), einem peruanischen Revolutionär und Künstler, der am peruanischen Unabhängigkeitskrieg teilnahm.
Die Provinz besitzt eine Fläche von 6447 km². Bei der Volkszählung 2017 wurden in der Provinz 69.984 Einwohner gezählt. Im Jahr 1993 lag die Einwohnerzahl bei 72.005, im Jahr 2007 bei 74.735. Verwaltungssitz ist Ayaviri.

## Geographische Lage
Die Provinz Melgar hat eine maximale Längsausdehnung in Nord-Süd-Richtung von etwa 95 km sowie eine durchschnittliche Breite von etwa 55 km. Sie liegt im Nordwesten der Region Puno und erstreckt sich über das aride Andenhochland nordwestlich des Titicacasees. Die südlichen Ausläufer der peruanischen Zentralkordillere durchqueren die Provinz.
Die Provinz Melgar grenzt im Norden an die Provinz Carabay, im Osten an die Provinz Azángaro sowie im Süden an die Provinz Lampa. Im Westen grenzt die Provinz Melgar an die Provinzen Canchis und Canas, die zur Region Cusco gehören.

## Verwaltungsgliederung
Die Provinz Melgar besteht aus den folgenden neun Distrikten. Der Distrikt Ayaviri ist Sitz der Provinzverwaltung.
| Distrikt   | Verwaltungssitz |
| ---------- | --------------- |
| Antauta    | Antauta         |
| Ayaviri    | Ayaviri         |
| Cupi       | Cupi            |
| Llalli     | Llalli          |
| Macari     | Macari          |
| Nuñoa      | Nuñoa           |
| Orurillo   | Orurillo        |
| Santa Rosa | Santa Rosa      |
| Umachiri   | Umachiri        |